# 春鲤
春鲤（学名：Cyprinus longipectoralis）为輻鰭魚綱鯉形目鲤科鲤属的鱼类，俗名春鱼，是中国的特有物种。分布于洱海等。本魚身體灰色或淡黃色的黑色, 頂尖的在腹部上是黑白的身體; 身體有顯著黑色的斑點在上側面上的鱗片，體長可達35公分。该物种的模式产地在云南洱海。期席在湖泊的開放水域，屬肉食性，以底栖性無脊椎動物及昆蟲為食，可做為食用魚。